# گویش وفسی
وَفسی (به تاتی: ووسی) یکی از گویش‌های زبان تاتی از زبان‌های ایرانی شمال غربی است که در روستای وفس، گورچان، چهرقان و فرک از توابع شهرستان کمیجان استان مرکزی رایج است. ارتباط دقیق زبان‌شناختیِ وفسی هنوز مورد پرسش می‌باشد. در حالی که به عنوان گروه تاتی طبقه‌بندی شده‌است (دانلد استیلو، ۱۹۸۱)، به ویژه در ارتباط نزدیک با گویش‌های تاتی جنوبی (یارشاطر)، دیگر محققان، وفسی را احتمالاً به عنوان یک گویشِ مرکزی در نظر گرفته‌اند (مورگنستیرن: ۱۷۲). لکوک (۱۹۸۹: ۳۱۳) وفسی و دیگر گویش‌های ناحیهٔ تفرش را دارای ویژگی‌های مشترک دستوری بسیار با گویش‌های مرکزی اما واژگان این گروه را بیشتر شبیه گویش‌های تاتی می‌داند. در واقع هیچ‌کس تا به حال خانوادهٔ تاتی را تعریف و وسعت دقیق این خانواده را تعیین نکرده یا ارتباط دقیق آن با دیگر گروه‌های زبان‌های ایرانی شمال غربی را مشخص ننموده‌است. قبل از نسبت دادن هر ارتباط زبان‌شناختی به وفسی، باید یک تعریف رسمی از تاتی داده شود و نحوهٔ ارتباط و تفاوت آن با فلات مرکزی مشخص شود. در حال حاضر، ما باید وفسی را دارای ویژگی‌های هر دو خانواده بدانیم.
دستور وفسی
موارد دستوری در این بخش شامل ساختواژه اسمی و فعلی، صفات، ضمایر و حروف اضافه در وفسی، نقش جنسیت و جانداری در نمود حالت دستوری و مطابقه، صفات و ضمایر وفسی، پیشوندهای فعلی، جهت دستوری، افعال کمکی و ایستا در وفسی، و چیدمان‌های واژ-نحوی وفسی می‌باشد.
ساختواژه وفسی
اسامی وفسی دارای دوجنس (مذکر و مؤنث)، دو شمار (مفرد و جمع)، و دو حالت (مستقیم و غیرمستقیم) می‌باشند که با توجه به پیکرهٔ زبان وفسی، استفاده از صورت جمع برای هر دو جنس کاملاً عمومیت دارد (استیلو، ۲۰۰۴، ص. ۲۲۳).
صفات در وفسی، غالباً به دنبال هستهٔ اسمی و بدون هیچ تکواژ مرتبط کننده می‌آیند. اما عموماً صفات با هستهٔ اسمی خود از لحاظ شمار، حالت (مستقیم و غیرمستقیم) و جنسیت مطابقت دارند.
حالت نمایی در وفسی
از ویژگی زبان‌های ایرانی از جمله وفسی، وجود ساختار حالت‌نمایی ساختواژی غنی و همچنین ساختار کنایی در آنها می‌باشد. ساختار کنایی در زبان‌های ایرانی زمان-مبنا بوده که شواهد مربوط به این ساختار ابتدا در اوستایی نو و سپس در پارسی باستان به‌طور گسترده مشاهده و مستند شده‌است (ویندفور، ۲۰۰۹، ص. ۳۱). علاوه بر حضور حالت‌نمایی کنایی دوجزئی در وفسی، نظام مفعول‌نمایی افتراقی حساس به دو ویژگی معنایی-کاربردی جانداری و معرفگی و نظام حرف اضافه‌نمایی افتراقی حساس به ویژگی جانداری نیز در آن نمود می‌یابد.
حالت نمایی مفعول بواسطه
استیلو (۲۰۰۶)، در مقاله‌ای با عنوان ساختارهای دو مفعولی در وفسی به بررسی حالت‌نمایی مفعول بواسطه در ساختارهای دو مفعولی و مقایسهٔ آن با نوع حالت‌نمایی مفعول صریح در وفسی می‌پردازد. وی در این مقاله نشان می‌دهد که حالت مفعول بواسطهٔ وفسی همواره بواسطه بوده و مانند حالت مفعول صریح، حساس به دو ویژگی معرفگی و جانداری نمی‌باشد.
حالت بواسطه در وفسی در سه پدیدهٔ دستوری زیر ظهور می‌یابد:
الف) حالت تجربه‌گر در افعال تجربی، حسی، یا شناختی.
ب) حالت مفعول بواسطه.
پ) حالت مفعول جاندار پیش‌اضافه‌های dœ (به) یا œz (به) یا پس واژه‌بست -o (به) یا پس‌اضافهٔ ra (برای) در نقش پذیرا (مفعول بواسطه).